# Too Good To Go

Pays desservis par Too Good To Go.

Too Good To Go (litt. « trop bon pour partir ») est une application mobile  (téléphone ou tablette) qui met en relation ses utilisateurs avec des boulangeries, supermarchés, fleuristes et autres commerces locaux, afin de proposer des invendus à prix réduits sous la forme de paniers à sauver. 

## Historique
L'entreprise éponyme est créée en 2015 au Danemark par Brian Christensen, Thomas Bjørn Momsen, Stian Olesen, Klaus Bagge Pedersen et Adam Sigbrand,. Lucie Basch, travaillant sur le même concept, se joint au groupe d'entrepreneurs en Scandinavie d'abord. Puis, elle développe le concept en France en juin 2016, à travers la société par actions simplifiée. En 2017, Mette Lykke (en), cofondatrice d'Endomondo (en), rejoint la société en tant que PDG,.
En février 2019, la société lève six millions d'euros supplémentaires dans le cadre d'un nouveau cycle d'investissement. En août 2019, Too Good To Go est déployé en Autriche. En septembre 2019, elle acquiert et fusionne la startup espagnole weSAVEeat avec sa propre marque. En novembre 2019, l'offre de Too Good To Go s'étend aux plantes grâce à un partenariat avec le distributeur français Jardiland. En décembre 2019, elle s'associe à l'enseigne Intermarché et met en place un système de don par les utilisateurs ayant permis de verser 65 000 euros à l'association caritative française Les Restaurants du Cœur .
En janvier 2021, la société annonce la levée de 25 millions d'euros auprès de ses investisseurs historiques et de ses employés. Ces fonds serviront notamment au développement de l'application outre-Atlantique, où elle est entrée en service en septembre 2020.

### En France
La plateforme prélève une commission sur chaque panier vendu par le commerçant. De plus, ce dernier paie des frais chaque année, qui s'élèvent à 39 euros.
Au cours des années, l'entreprise a signé avec 75 partenaires.